# NGC 7145
NGC 7145 (również PGC 67583) – galaktyka eliptyczna (E), znajdująca się w gwiazdozbiorze Żurawia. Odkrył ją John Herschel 2 października 1834 roku.